# Tom Knight (scienziato)
Tom Knight (...) è un biologo e ingegnere statunitense, ex ricercatore presso il MIT Computer Science and Artificial Intelligence Laboratory, una parte della MIT School of Engineering. Lavora presso l'azienda di biologia sintetica Ginkgo Bioworks, che ha cofondato nel 2008.

## Lavoro nel campo dell'ingegneria elettrica e dell'informatica
Tom Knight arrivò al MIT quando aveva quattordici anni. Nonostante abbia iniziato gli studi universitari alla regolare età di 18 anni, prese lezioni di programmazione informatica e chimica organica durante il liceo perché viveva vicino all'università. Ha costruito i primi hardware come le interfacce ARPANET per l'host n. 6 sulla rete, alcuni dei primi display bitmap, il sistema di condivisione del tempo ITS, le macchine Lisp (è stato anche determinante nel rilasciare una versione del sistema operativo per la macchina Lisp sotto un licenza BSD ), la Connection Machine e i sistemi informatici paralleli di elaborazione simbolica.
Nel 1967 Knight scrisse il kernel originale per il sistema operativo ITS, nonché la combinazione di processore dei comandi e debugger utilizzato come l'interfaccia utente di primo livello del sistema operativo. ITS è stato il sistema operativo dominante per il primo progetto MAC e successivamente per il MIT Artificial Intelligence Laboratory e il MIT Laboratory for Computer Science . ITS funzionava su computer PDP-6 e, successivamente, PDP-10.
Nel 1968, Knight progettò e supervisionò la costruzione delle prime interfacce ARPANET PDP-10 insieme a Bob Metcalfe.
Knight sviluppò un sistema per utilizzare televisori standard come interfaccia terminale per il PDP-10.
Nel 1972, Knight progettò uno dei primi display bitmap basati su memoria a semiconduttore. Questo fu successivamente commercializzato e portò direttamente allo sviluppo del sistema di impaginazione dei giornali Bedford Computer Systems, oltre a influenzare molti dei dispositivi di visualizzazione bitmap disponibili oggi. Nello stesso anno, insieme a Jeff Rubin, Knight progettò e implementò un file system di rete che forniva il primo accesso remoto trasparente ai file su ARPANET.
Nel 1974, Knight progettò e implementò la versione prototipo del processore Lisp Machine del MIT, seguita dalla versione di produzione nel 1976. La Lisp Machine era una macchina microprogrammata, ottimizzata per l'emulazione ad alte prestazioni di altri set di istruzioni. Il progetto della Lisp Machine fu implementato direttamente sia da Symbolics che LMI e fu la base di tutti i loro computer. Texas Instruments implementò le versioni a montaggio superficiale e a chip singolo dell'architettura rispettivamente nel 1983 e nel 1987.
Knight ha collaborato con Jack Holloway nella progettazione e implementazione di Chaosnet, una versione riprogettata di Xerox 3 Mbit/s Ethernet . Nel 1975 questa rete divenne la prima rete locale nel campus del MIT. L'innovazione di Chaosnet, ossia una stringa di bit di preambolo per i pacchetti, è stata infine incorporata nello standard Ethernet da 10 Mbit/s.
Nel 1980, Knight partecipò allo sviluppo dell'architettura Connection Machine e alla sua implementazione originale. Altri notevoli risultati durante gli anni '80 includono la creazione della prima retina di silicio nel 1981, la creazione di un mouse ottico a chip singolo, la progettazione dell'architettura di rete di interconnessione Cross-Omega e la progettazione dell'architettura di interconnessione multiprocessore Transit.
Durante i primi anni '90, Knight è stato coinvolto nella formazione di Permabit e di Exa Corporation e nell'architettura della versione iniziale di quest'ultima del suo computer a flusso parallelo di fluidi a gas reticolare FX/1. I progressi includevano l'uso di tecniche di rilassamento eccessivo per ottenere algoritmi dieci volte migliori nei calcoli del gas reticolare, per migliorare le accuratezze CFD di riferimento e la correzione di idee sbagliate sull'origine della turbolenza del fluido in semplici situazioni di flusso bidimensionale. All'interno del Laboratorio di Intelligenza Artificiale, ha guidato il progetto Abacus SIMD, ha lavorato su micro display VLSI e ha fatto progressi nel campo del calcolo adiabatico (reversibile).

## Lavoro nel campo della biologia sintetica
Fu durante questo stesso periodo che iniziarono gli interessi di Knight per i sistemi biologici. Ispirato in parte dal lavoro di Harold J. Morowitz, fisico e biologo di Yale, Knight studiò biochimica, genetica e biologia cellulare e creò un laboratorio di biologia all'interno del laboratorio AI del MIT . In questo laboratorio creò il concetto della parte di DNA plasmidico BioBrick e iniziò a creare una libreria di BioBrick che poteva essere utilizzata per semplificare l'ingegneria genetica delle cellule di Escherichia coli . Oggi, i BioBricks costituiscono la base dell'enorme competizione annuale iGEM (International Genetically Engineered Machine)  e Knight viene talvolta definito il padrino della biologia sintetica. Knight ha co-fondato Ginkgo Bioworks, una società di biologia sintetica.